# Quinto Lolio Úrbico
Quinto Lolio Úrbico (en latín: Quintus Lollius Urbicus) fue un militar y político romano que vivió en el siglo II, que desarrolló su cursus honorum bajo los reinados de Trajano, Adriano, Antonino Pío, y Marco Aurelio. Fue cónsul sufecto en el año 135, y gobernador de la Britania romana entre 138 y 144.

## Biografía
Hadrianus Quintus Lollius Urbicus, tal su nombre completo, era nativo de Castellum Tidditanorum (Tiddis), en Numidia, la provincia ocupaba en ese entonces el actual territorio de Argelia. hijo de Marco Lolio Seneción, un terrateniente bereber, ciudadano romano, de la tribu Quirina, y de Grania Honorata. Conocemos su carrera a través de una inscripción de la cercana caldis:

Q(uinto) Lollio M(arci) f(ilio) Qui[r(ina)]

Urbico co(n)s(uli) leg(ato)

Aug(usti) provinciae Ger[m(aniae)]

inferioris fetiali le[g(ato)]      4

Imp(eratoris) Hadriani in exp[e]

diti(one) Iudaica qua [do]

natus est hasta pur[a]

corona aurea l[eg(ato)]        8

leg(ionis) X Gemin(ae) praet(ori)

candidato Caes(aris)

tr(ibuno) pl(ebis) candidat(o) Cae[s(aris)]

leg(ato) proco(n)s(ulis) Asiae qu[aest(ori)]     12

urbis tr(ibuno) laticlavio [leg(ionis)]

XXII Primig(eniae) IIIIviro [vi]

ar(um) curand(arum) patrono[o]

Traducción: Por Quinto Lolio Úrbico, Consular, legado de la provincia imperial de Germania Inferior, (Sacerdote) de los Fetiales, legado del emperador Adriano en la expedición a Judea, donde recibió la "Lanza de Plata y Oro de la Corona", legado de la Legio X Gemina, Pretor como candidato de César, Tribuno de la Plebe como candidato de César, el procónsul de Asia, Cuestor Urbano, Tribuno Militar en la Legio XXII Primigenia, (un miembro de la junta) de tres hombres responsables de las carreteras (de Roma), Patrono (de Roma)

Su carrera empezó como cuatorvir viarum curandarum dentro del vigintivirato, para pasar a ser al año siguiente Tribuno laticlavio de la Legio XXII Primigenia en su base de Mogontiacum (Maguncia, Alemania) en la provincia Germania Superior. De vuelta a Roma, fue cuestor asignado específicamente a la administración de Roma; después fue legado de procónsul de la provincia Asia.
Bajo el patrocinio del emperador Adriano, fue su candidato para las magistraturas sucesivas de Tribuno de la plebe y de pretor urbano.
Después, fue enviado como comandante de la Legio X Gemina a su base de Vindobona (Viena, Austria) en la importante provincia Panonia Superior. Desde allí, fue trasladado, posiblemente con parte de su unidad y otras tropas del Danubio a Oriente, donde destacó en la campaña contra la Rebelión de Bar Kojba en Judea durante el principado de Adriano, obeteniendo como condecoraciones un hasta pura y la importante corona aúrea. Fue consul suffectus en 135, tras lo que fue como gobernador de Germania Inferior.
Cuando en julio de 138 Antonino Pío se convirtió en emperador, envió a Lolio Úrbico a Britania, con la instrucción de dejar de lado la política de contención de su predecesor.

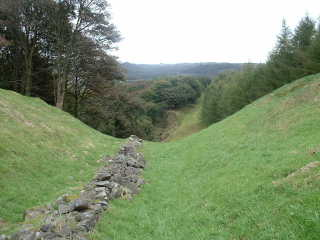
El Muro Antonino a su paso por Barr Hill, cerca de Twechar.

Entre 139 y 140 reconstruyó la fortaleza de Coria (Corbridge) y desde allí, al mando de la Legio II Augusta y fuertes fuerzas auxiliares, inició campañas para asegurar el control sobre los brigantes del lado sur del Muro de Adriano y sobre las tribus del norte, en las tierras bajas de Escocia, los selgovae, novantae, votadini y dumnoni.
Dado que algunas monedas acuñadas en torno a 142 celebran la victoria en Britania, es probable que para esas fechas Lolio hubiera logrado ya recuperar el territorio. A partir de 143 inició la construcción del Muro de Antonino y la reforma de varias fortalezas incluidas las de Newstead, Risingham y High Rochester.
De vuelta a Roma, entre 146 y 160 fue Praefectus Urbi.